# Ero de Armenteira

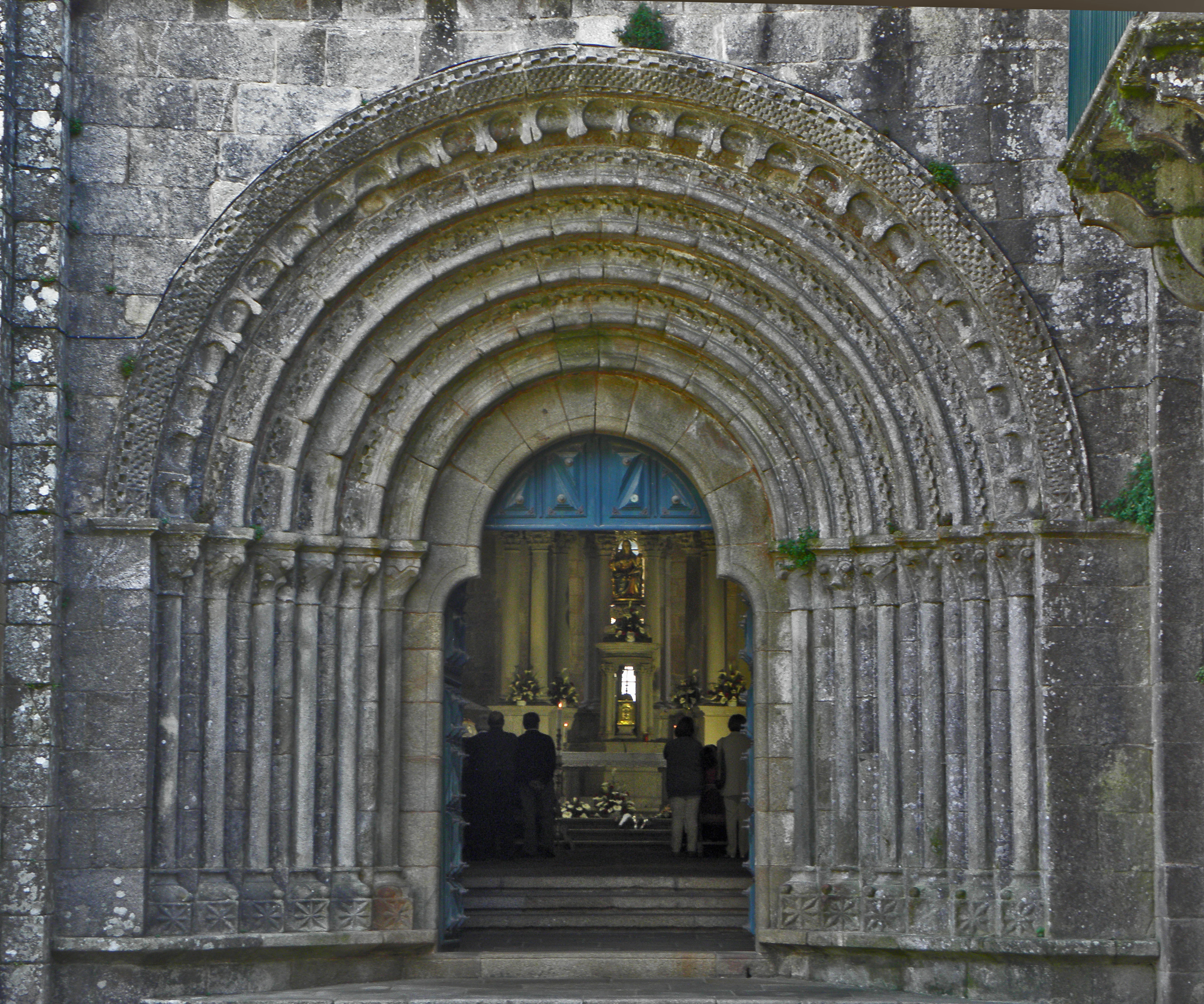
Monasterio de Santa María de Armenteira.

Ero de Armenteira, o Ero de Armentáriz (Salnés, Galicia, primeros años del siglo XII - Armenteira, 30 de agosto de 1176), es el protagonista de una leyenda relatada en la cantiga 103 de las Cantigas de Santa María, de Alfonso X el Sabio. Fundó en 1151 el monasterio de Armenteira y fue su primer abad durante 26 años, primero como miembro de la orden benedictina y después como cisterciense. Es considerado «santo durmiente» de la Iglesia católica, por estar su vida enmarcada en una leyenda, y su fecha en el santoral es el 30 de agosto.

## Leyenda

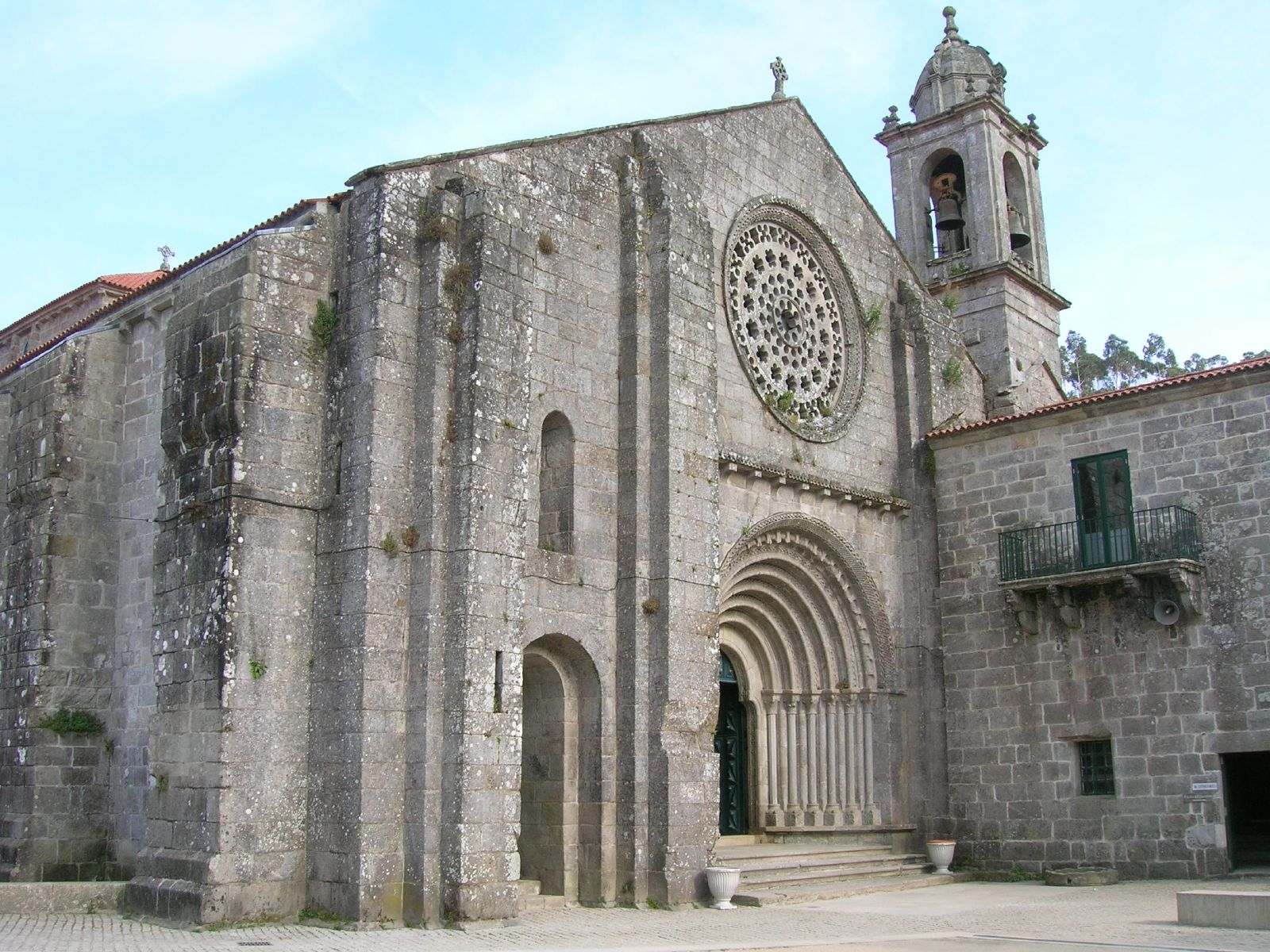
Fachada de la iglesia del monasterio.

El noble tuvo cierta noche un sueño en el que la Virgen María les decía tanto a él como a su mujer que fundasen un monasterio, para que así tuviesen descendencia espiritual, mucho más importante que la terrenal (el hecho es que ellos no tenían hijos). De modo que Ero decidió transformar uno de sus palacios en el monasterio de Santa María de Armenteira y se convirtió en su abad.
De acuerdo a la leyenda, durante su larga estancia en el monasterio el abad se preguntaba a menudo sobre cómo sería el Paraíso y le rogaba encarecidamente a la Virgen María que le dejara verlo. Así pues, un día, paseando por los bosques cercanos al monasterio Ero quedó cautivado por el cantar de un mirlo y se sentó bajo un árbol para contemplarlo. Entró en un profundo trance en el que pasó trescientos años y al regresar al monasterio preguntó por los monjes y nadie pudo contestarle. Entendió lo que había sucedido y murió en ese momento a los pies de los monjes del monasterio.
La leyenda es común en diferentes partes de Galicia (como Samos), España y Europa, cuya historia aparece relatada en la Cantiga 103 de Cantigas de Santa María, compilada por el rey Alfonso X el Sabio.